# J·M·华莱士-哈德里尔
约翰·迈克尔·华莱士-哈德里尔（英語：John Michael Wallace-Hadrill，1916年9月29日—1985年11月3日）是一位英国历史学家，曾在曼彻斯特大学、牛津大学万灵学院、牛津大學墨頓學院等多所大学与学院任教，专攻墨洛溫王朝的研究 。